# Diekirch
Diekirch (luxembourgsk: Dikrech) er en kommune og en by i Luxembourg. Kommunen, som har et areal på 12,42 km², ligger i kantonen Diekirch i distriktet Diekirch. I 2005 havde kommunen 6.165 indbyggere. Byen Diekirch er kantonen Diekirch administrerende center. Diekirch ligger ved bredden af floden Sûre.
Diekirch var i 1977 den første by i Luxembourg som fik en fodgængerzone.

## Venskabsbyer
- Bitburg, Tyskland
- Arlon, Belgien
- Hayange, Frankrig
- Liberty, Missouri, USA
- Monthey, Schweiz

## Galleri
- Diekirch Kirke
- Udsigt over byen
- Fodgængerzonen i Diekirch